# Lama (släkte)
Lama är ett släkte i familjen kameldjur. Enligt traditionell uppfattning bildar det tillsammans med släktet Vicugna gruppen nya världens kameldjur.
Amerikas kameldjur skiljer sig från kameler (släktet Camelus) genom avsaknaden av pucklar och genom mindre storlek. Arterna i släktet når en kroppslängd mellan 120 och 220 centimeter och en vikt mellan 55 och 150 kilogram. Pälsfärgen varierar mycket men oftast förekommer på ovansidan någon form av brunaktig och undersidans grundfärg är vit. Antalet spenar hos honor är fyra. De förekommer bara i Sydamerika.
Enligt klassisk taxonomi delas släktet i tre arter.
- Lama (Lama glama)
- Alpacka (Lama pacos)
- Guanaco (Lama guanicoe)

Wilson & Reeder (2005) listar däremot guanaco som underart till lama och alpacka betraktas som en hybrid mellan lama och vikunja.
Bland dessa är guanacon den enda arten som förekommer vild i naturen, medan lama och alpacka är domesticerade djur. Redan för 4000 till 5000 år sedan började människan att tämja och avla dessa kameler. Efter nyare genetiska undersökningar uppkom teser att alpackan stammar från arten vikunja. På grund av att alla sydamerikanska kameldjur kan korsas med varandra är det svårt att kartlägga deras släktskapsförhållanden. De två domesticerade formerna klassas oftast som självständiga arter men denna indelning är omstridd. Ibland sammanfattas alla tre till en enda art.